# Kurt Schuster (Physiker)

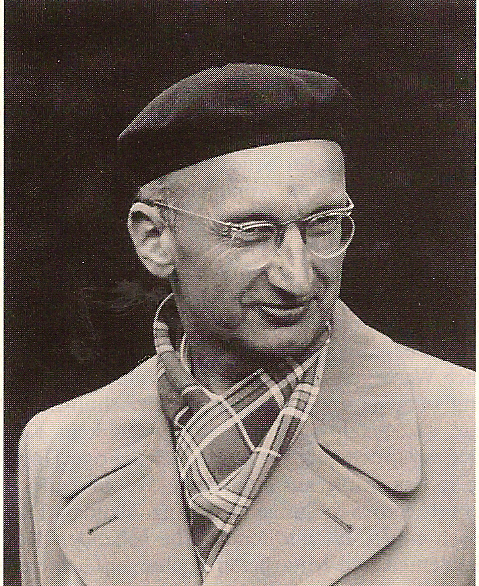
Kurt Schuster, 1960

Kurt Schuster (* 1. Dezember 1903 in Frankfurt am Main; † 6. Februar 1995 in Jena) war ein deutscher Physiker.

## Leben
Schuster studierte 1922–1923 an der TH Breslau und 1923–1927 Physik an der Universität Breslau. 1927 promovierte er bei dem Akustiker Erich Waetzmann (1882–1938) zum Dr. phil., 1927–1937 war er dessen Assistent, habilitierte sich 1936, war 1937–1943 Dozent an der TH Breslau und 1943–1945 apl. Professor an der gleichen Hochschule. 1949–1953 wurde er Professor mit Lehrauftrag an der Friedrich-Schiller-Universität Jena und war 1953 bis zu seiner Emeritierung 1969 Professor mit Lehrstuhl und Direktor des Theoretisch-Physikalischen Instituts der Universität Jena und gleichzeitig freier wissenschaftlicher Mitarbeiter im Schwingungs-Laboratorium des VEB Carl Zeiss Jena.
Schuster gehörte mit seinen zahlreichen Arbeiten aus verschiedenen Teilen der Akustik zu einem ihrer Wegbereiter im 20. Jahrhundert. Erwähnt sei die 1929 veröffentlichte Herleitung der empirisch gefundenen Sabineschen Nachhallformel (mit E. Waetzmann) und die Methode zur Messung akustischer Impedanzen (Schustersche Brücke 1936).

## Werke
- Müller-Pouillet: Lehrbuch der Physik. Band 1,3: Akustik. Braunschweig 1929. S. 402–472.
- Wien/Harms: Handbuch der Experimentalphysik. Band 17,2. Leipzig 1934. S. 1–71.
- Abderhalden: Handbuch der biologischen Arbeitsmethoden. Band 5. Berlin und Wien 1937. S. 995–1038.